# الأميرة والتنين

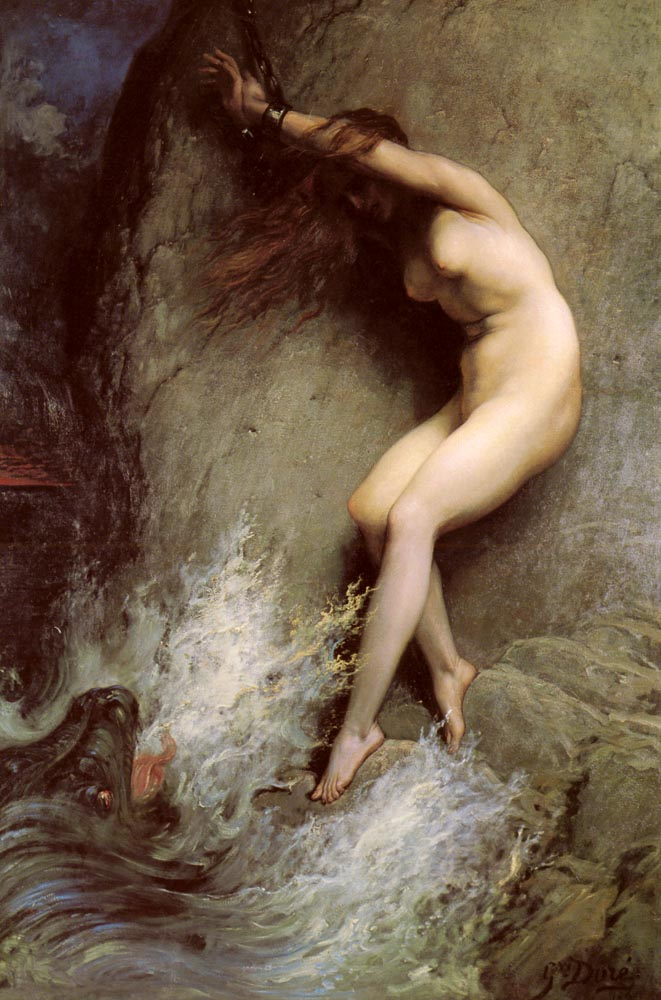

تُعتبر الأميرة والتنين فرضية عامة شائعة في العديد من الأساطير والقصص الخيالية والفروسية الرومانسية. عرّفها نورثروب فراي بأنها شكل مركزي للبحث الرومانسي.
تتضمن القصة امرأة من طبقة عليا، تكون عادةً أميرة أو من طبقة نبلاء رفيعة مستوى مماثلة، يُنقذها البطل الفاضل من تنين، إما تنين حقيقي أو خطر مماثل، (انظر الفتاة في خطر). قد تكون أول امرأة تُهدد بالخطر، أو آخر سلسلة طويلة من النساء اللواتي لم يكن من أسرة عريقة مثلها، ولا محظوظات مثلها. ينتهي الأمر عادةً بزواج الأميرة من قاتل التنين.
تُعتبر أفكار البطل الذي يجد أميرة على وشك أن يُضحى بها إلى التنين وينقذها، والبطل الزائف الذي يأخذ مكانه، والكشف النهائي عن البطل الحقيقي، علامات مميزة لنوع القصص الشعبية رقم 300 في فهرس آرن تومسون، قاتل التنين. وتظهر أيضًا في النوع 303، الأخوان. وُجدت هاتان القصتان بأشكال مختلفة، في بلدان في مختلف أنحاء العالم.
يُعطى سيناريو «الأميرة والتنين» أهمية في الخيال الشعبي أكثر من القصص الأصلية؛ يُنظر إلى البطل النمطي بوصفه قاتل التنين رغم أنه، على سبيل المثال، لم يكن لدى الأخوان غريم سوى بضع قصص عن التنين والقتلة العملاقة من بين مئات القصص.

## الروايات الحديثة
اختتم والت ديزني قصة  الأميرة النائمة، بتحويل العرابة الجنية الشريرة ملافسينت نفسها إلى تنين لمقاومة الأمير، محولًا القصة الخيالية إلى قصة من قصص الأميرة والتنين.
يتميز إصدارا الكتاب والفيلم من رواية الطبيب نو لإيان فلمنغ، بمدرعة على شكل تنين يحمي جزيرة الطبيب نو من الدخلاء الخرافيين. يهدد التنين جيمس بوند وهونيتشيل رايدر، ويخوضان معركة معه، ويُقتل صديقهما كورال ويقبض طاقم دبابة التنين عليهما. يستكشف كتاب آن بويد الشيطان مع جيمس بوند لعام 1967 نظرية تحديث نوع الأميرة والتنين.[بحاجة لمصدر]
في أعمال الفنتازيا الحديثة، قد يحتجز التنين الأميرة بدلًا من التهامها. حاكت باتريشيا ريد هذا المفهوم بسخرية في رواية التعامل مع التنانين.
يُعد كتاب أميرة الحقيبة الورقية لروبرت مونش تخريبًا نسويًا لهذا المفهوم للقراء الصغار. احتالت فيه الأميرة على تنين لإنقاذ أمير (خطيبها، الذي لم تتزوجه بسبب إهانته لملابسها البدائية بدلًا من شكرها).
في قصة الأميرة العملية لجاي ويليامز، يطالب تنين أن يضحي الملك بابنته له حتى يترك بقية المملكة وشأنها. لكن تنقذ الأميرة نفسها من خلال صنع «أميرة دمية» من القش، وملئها بقار وقطران مغليان. تُلبس الأميرة الدمية أحد أثوابها، ثم تذهب إلى كهف التنين حيث تقدم نفسها كتضحية. يبتلع التنين دون قصد دمية القش بأكملها، وينفجر القار والقطران داخل معدة التنين، ما يؤدي إلى مقتله. تلاحظ بعد ذلك الأميرة أن التنانين ليست ذكية للغاية.
يُبين إسحق عظيموف في القصة القصيرة الأمير ديلايتفول والتنين عديم اللهب، أن قتل التنين كان جزءًا من عملية الانتقال من مرحلة الإمارة إلى البلوغ، رغم أنها أصبحت من الأنواع المحمية بعد فترة. على عكس الأسطورة الشعبية، فإنها لا تأكل الأميرات لأنها تميل إلى شم العطور الرخيصة وتُصاب بعسر الهضم.